# Saint-Étienne-de-Carlat
Saint-Etienne-de-Carlat – miejscowość i gmina we Francji, w regionie Owernia-Rodan-Alpy, w departamencie Cantal. Nazwa miejscowości pochodzi od imienia św. Szczepana.
Według danych na rok 1990 gminę zamieszkiwało 105 osób, a gęstość zaludnienia wynosiła 10 osób/km² (wśród 1310 gmin Owernii Saint-Etienne-de-Carlat plasuje się na 738. miejscu pod względem liczby ludności, natomiast pod względem powierzchni na miejscu 789.).